# Kgalagadi-Transfrontier-Nationalpark

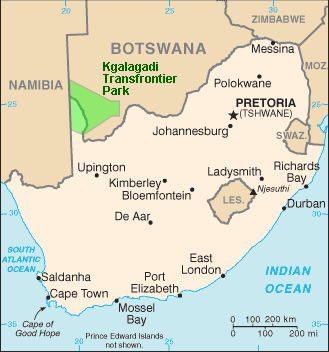
Lage des Parks

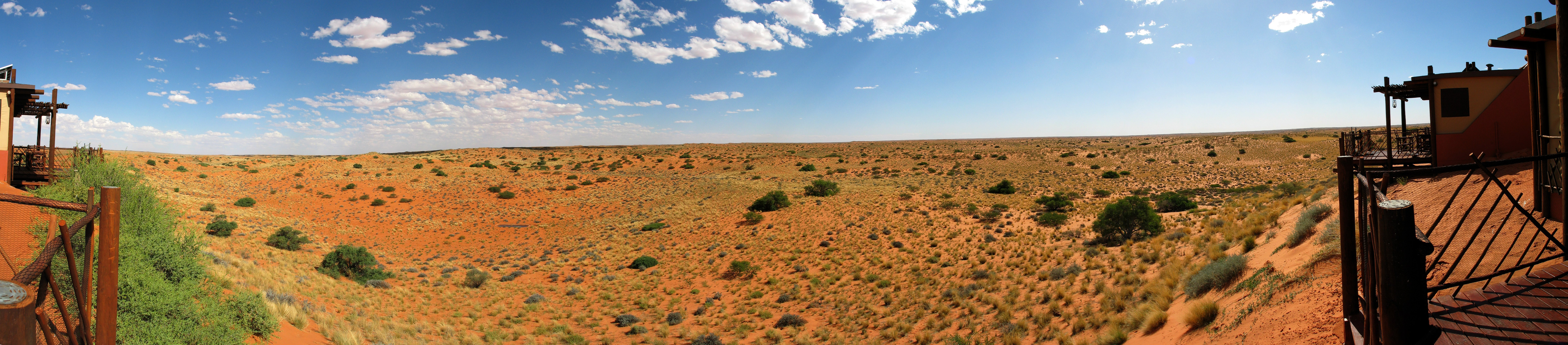
Panoramablick vom Kieliekrankie Wilderness Camp in den Park

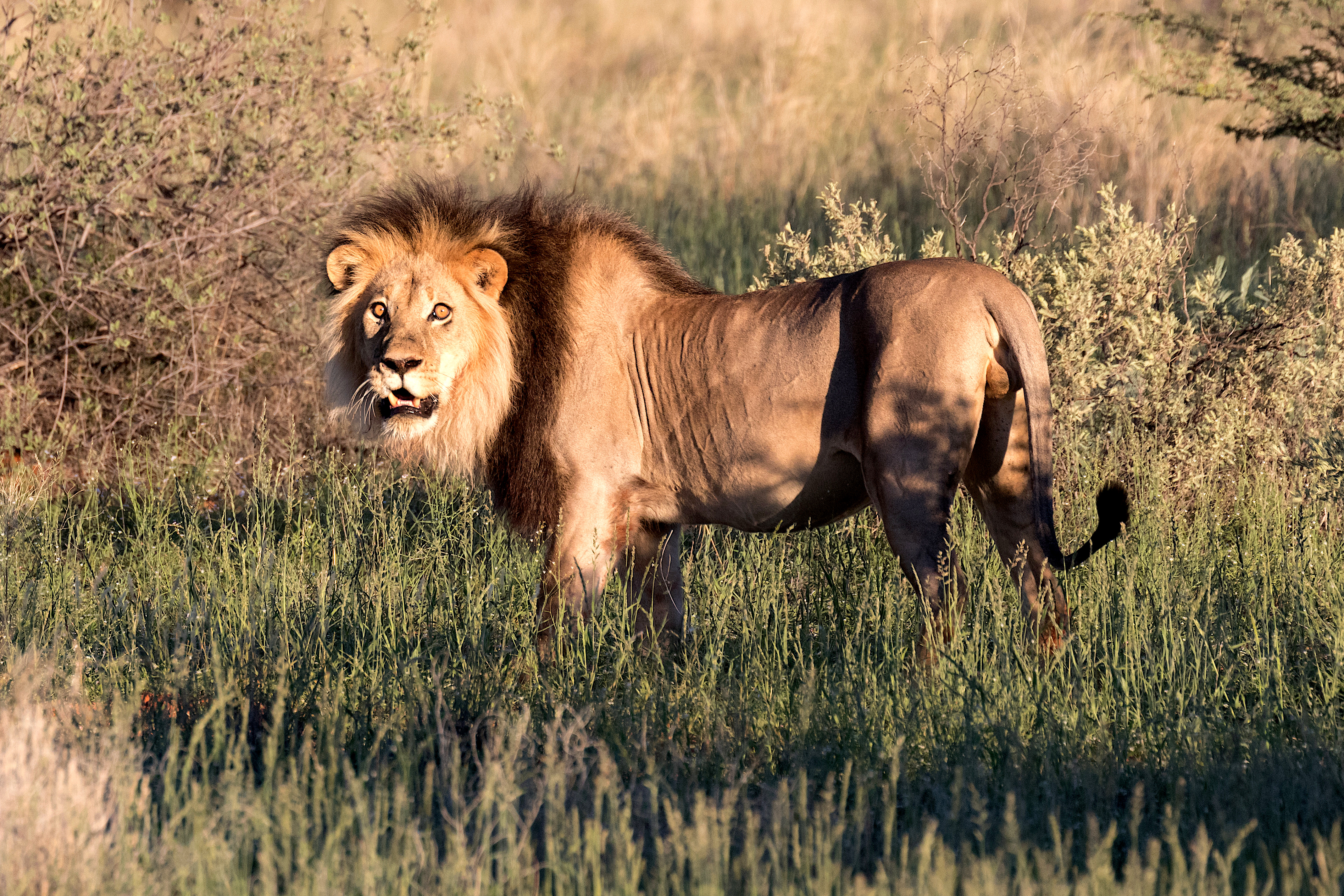
Löwe im Kgalagadi-Transfrontier-Nationalpark nur 80 Meter vom Grenzzaun zu Namibia (2018)

Der Kgalagadi-Transfrontier-Nationalpark (englisch Kgalagadi Transfrontier National Park) ist ein durch die Zusammenlegung des Kalahari-Gemsbok-Nationalpark/Südafrika und des Gemsbok-Nationalpark/Botswana entstandenes und grenzüberschreitendes Naturschutzgebiet in der Kalahariwüste mit einer Fläche von rund 38.000 Quadratkilometer. Er ist bekannt für seine Löwen, da sie im Gegensatz zu denen im Kruger-Nationalpark von Tuberkulose verschont sind und daher in relativ hoher Dichte vorkommen.
Im September 2014 verkaufte die Regierung von Botswana Lizenzen für das Fracking von Schiefergas unter mehr als der Hälfte der Fläche des Nationalparks.

## Besucherverkehr
Der quer durch den Park verlaufende Grenzfluss Nossob kann von Besuchern ohne jede Grenzformalitäten in beiden Richtungen überschritten werden. Der Park darf jedoch grundsätzlich nur zu dem Land hin verlassen werden, aus dem man in den Park hineingefahren ist. Allerdings gibt es in dem an der botswanisch-südafrikanischen Staatsgrenze gelegenen Camp Twee Rivieren/Two Rivers sowohl einen südafrikanischen wie auch einen botswanischen Grenzkontrollposten, so dass eine Ausfahrt, unabhängig davon, wo man hineingefahren ist, über alle Gates möglich ist. Der Kgalagadi-Transfrontier-Nationalpark grenzt im Westen an Namibia, der Grenzübergang Mata-Mata ist seit Oktober 2007 wieder geöffnet. Innerhalb seines Areals liegt am Union’s End genannten Punkt das Dreiländereck von Namibia, Südafrika und Botswana. Hier besteht kein Grenzübergang.
Da es sich um einen über Grenzen hinweg reichenden Park handelt, wird er zu den Peace Parks gezählt.

## Landschaft
Die Landschaft des Parks besteht im Wesentlichen aus ausgedehnten, mit Dünengräsern bewachsenen Dünenfeldern. Sie werden unterbrochen durch die in südöstlicher Richtung verlaufenden Täler der meist trockengefallenen Flüsse (Riviere) Auob und Nossob.

## Flora & Fauna
Die folgenden Tier- und Pflanzenarten sind die am häufigsten vorkommenden oder auffälligsten:
Fauna
- Oryxantilopen („Spießbock“)
- Springböcke
- Gnus
- Elenantilopen („Eland“; Taurotragus)
- Giraffen
- Löwen
- Afrikanische Wildkatzen
- Springhasen
- Pfeiffratten (Parotomys brantsii)
- Siedelweber (Sociable Weaver – Philetairus socius) und deren meist sehr große Gemeinschaftsnester
- Kapkobras

Flora
- Kameldorn (Acacia erioloba)
- Grauer Kameldorn (Acacia haematoxylon)
- Schäferbaum (shepherd’s tree – Boscia albitrunca)
- Acanthosicyos naudinianus
- Tsamma-Melone

## Erreichbarkeit
Die Anfahrt im PKW erfordert von Johannesburg und Kapstadt aus etwa einen Tag. Da der Park abends die Tore schließt, kann diese Strecke für einen Tag zu weit sein. In der 260 Kilometer südlich gelegenen Stadt Upington bestehen jedoch gute Übernachtungsmöglichkeiten.
Der Grenzübergang Mata Mata nach Namibia ist seit Oktober 2007 geöffnet. Allerdings muss eine Reservierung von mindestens zwei Übernachtungen im Nationalpark vorgewiesen werden, wenn dieser Übergang benutzt werden soll.